# Miroslav Koubek
Miroslav Koubek (* 1. September 1951 in Prag) ist ein ehemaliger tschechischer Fußballspieler und derzeitiger -trainer. Den Großteil seinen Trainerlaufbahn verbrachte er beim SK Kladno.

## Spielerkarriere
Miroslav Koubek begann mit dem Fußballspielen bei Union Žižkov, die letzten Jugendjahre verbrachte er bei Admira Prag. Seinen Wehrdienst absolvierte der Torwart von 1971 bis 1973 bei VTJ Slaný. Anschließend spielte Koubek fünf Jahre für Poldi Kladno, von 1978 bis 1981 gehörte er dem Kader von Sparta Prag an, wobei er meistens Ersatz für Miroslav Stárek war.

### Erfolge
- Tschechischer Pokalsieger 1980 mit Sparta Prag
- Tschechoslowakischer Pokalsieger 1980 mit Sparta Prag

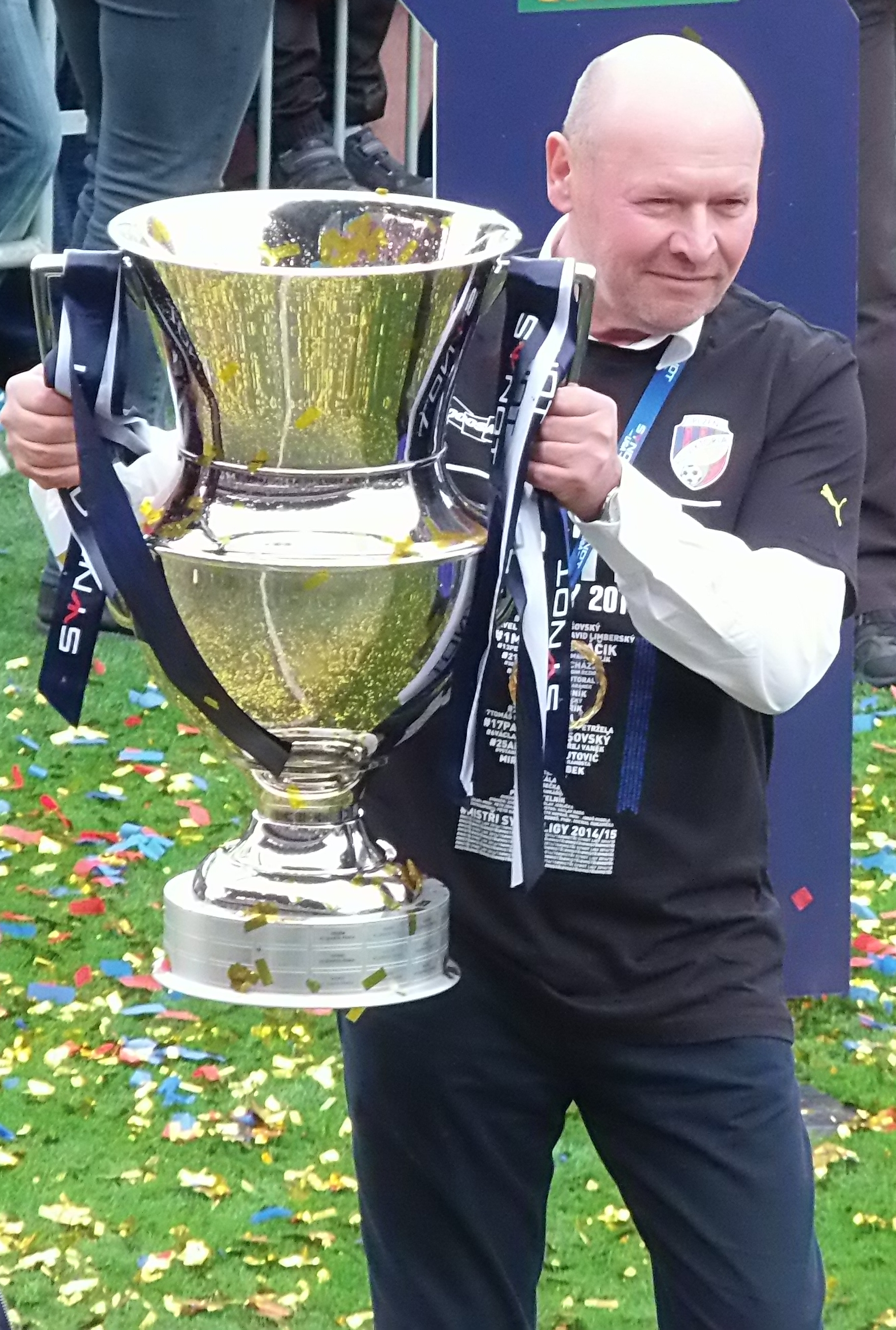
Miroslav Koubek 2015 nach dem Meisterschaftsgewinn mit Viktoria Pilsen.

## Trainerkarriere
Seine Trainerlaufbahn begann der ehemalige Torhüter bei Poldi Kladno, wo er bis 1988 tätig war. In der Saison 1988/89 war er Co-Trainer bei Sparta Prag und gewann dort das Double aus Meisterschaft und Pokal. In den nächsten beiden Jahren war Koubek Trainer bei VTŽ Chomutov. 1992 ging er nach Deutschland und coachte den 1. FC Amberg, den er 1994 in die Bayernliga führte. Im Sommer 1995 war der Verein insolvent, Koubek kehrte nach Tschechien zurück und übernahm erneut das Traineramt in Kladno. Nach nur einem halben Jahr verließ er den Klub und wurde Assistent bei Union Cheb. Auch in Cheb erlebte Koubek eine Insolvenz des Vereins. Erneut übernahm er den SK Kladno.
Im Oktober 2000 bekam er erstmals die Chance in der 1. Liga zu trainieren. Er sollte den Tabellenvorletzten Viktoria Pilsen vor dem Abstieg bewahren, was ihm jedoch nicht gelang. Die Mannschaft holte lediglich 14 Punkte in 19 Spielen. Nach einem Jahr Pause übernahm er zum vierten Mal in seiner Laufbahn den SK Kladno und stieg mit ihm 2006 in die Gambrinus Liga auf. Dort gelang der Klassenerhalt. Vor der Saison 2007/08 wechselte Koubek ins Management des Klubs, im Frühjahr 2008 war er Assistent von Jozef Jarabinský bei chinesischen Klub Tianjin Teda. In der Saison 2008/09 führte er den FC Zenit Čáslav auf den zweiten Rang der 2. Liga. Zur Saison 2009/10 übernahm Koubek die Trainerfunktion beim FC Baník Ostrava. Er führte den Klub in der Spielzeit zur Europa-League-Qualifikation. Nach einem schlechten Start in die Saison 2010/11 wurde er im Oktober 2010 entlassen.
Im Sommer 2011 übernahm Koubek den FK Mladá Boleslav und erreichte mit dem amtierenden Pokalsieger in der Spielzeit 2011/12 erneut die Qualifikation zur Europa League. Im September 2012 verließ er den Klub wieder. Im Juli 2013 wurde er zum Trainer der tschechischen U-19-Nationalmannschaft berufen. Gleichzeitig heuerte  er im September 2013 als Cheftrainer bei Slavia Prag an. Im März 2014 wurde er wieder entlassen. Im August 2014 folgte er Dušan Uhrin junior als Cheftrainer von Viktoria Pilsen nach. Er konnte mit dem Klub den Meistertitel verteidigen. Nach dem Aus in der Champions-League-Qualifikation gegen Maccabi Tel Aviv wurde er im August 2015 durch Karel Krejčí ersetzt. Zu Beginn der Saison 2016/17 übernahm er Bohemians Prag 1905, wurde aber im April 2017 wieder entlassen. Im Sommer 2021 wurde er Cheftrainer des FC Hradec Králové und behielt diesen Posten bis April 2023. In der Sommerpause 2023 kehrte Koubek zu Viktoria Pilsen zurück.

### Erfolge
- Tschechischer Meister: 2015 (mit Viktoria Pilsen)
- Tschechoslowakischer Meister und Pokalsieger 1989 als Co-Trainer von Sparta Prag